# Lexie Feeney
Lexie Feeney, född 3 juli 1989, är en australisk bågskytt. Hon deltog vid olympiska sommarspelen 2008.